# はんちんぐ
はんちんぐは、2002年4月7日から2009年3月30日まで山梨放送（YBSラジオ）で毎週日曜22:00 - 24:00に生放送されていた深夜番組。
パーソナリティはフォークバンド「かかし」のバカボン鬼塚と菊池淳介（愛称きっくん）、そしてYBSラジオのバイトの女の子。毎週日曜夜10時から2時間の生放送。2009年3月に番組が終了することが、2009年2月15日放送分で発表された。

## 概要
毎週、「今週のターゲット」つまり投稿のお題があり、それに沿った内容のはがきやメールを送る。番組へメッセージを送ると「ちんぐ」という名のポイントがたまるシステムがあり、100ちんぐ溜まるとパーソナリティのバカボン鬼塚セレクションのハンチングキャップがプレゼントされる。1回の投稿に対してのちんぐ数は特には決まっておらず、パーソナリティの独断（つまり面白ければおもしろいほど高ちんぐ）で決められる。年度末にちんぐ数がリセットされる。また、プレゼントが多く、数回投稿すればかなりの確率でなにかしらのプレゼントがもらえる。
年に一度だけ番組名が「てんがろん」になり、かかしの二人にかわって「バーベキュー兄弟」がパーソナリティーをつとめる。番組のコーナーの名前も西部劇風にかわる。

## 終了時のコーナー一覧

### 熱血　男・湯浅の人生道
代々木ゼミナールサテラインスクールのカリスマ数学講師で、山梨英和高校の客員講師、湯浅弘一（ドクター湯浅）は、とても熱い男。毎週ドクター湯浅が出す格言に、空欄が開いており、そこをリスナーが埋める。ただし、正解を答えてもつまらないので、ボケて回答をする。1番面白いボケ解答に10ちんぐ。

### シネマはんちんぐ
普通の新作映画紹介コーナー。聞いているとちょっと見に行きたくなったりする。

### マスオさん
11時の時報のあとに始まる悩み相談コーナー。「答えマスオ」と「メール読平」が、それぞれサザエさんの登場人物、「フグ田マスオ」と、「磯野波平」のマネをしながら進行する。

### ちんぐ王決定戦「C1グランプリ」
別項参照

### ダジャレ狼
禁断の投稿コーナー。「はんちんぐ」放送以来一番長く続いている人気コーナー。とにかくおもしろい（くだらない）ダジャレを送ればいいのである。毎週優秀者には「ダジャレ狼」の称号が与えられる（2008年3月までは、スポンサーのグランパーク東宝8のペアチケットも獲得できた）。5回「ダジャレ狼」を獲得すると番組特製「ゲリラハンチング」（以前は銀のハンチング）がプレゼントされる。最も初心者が参加しやすいコーナー。投稿量が非常に多く、かといって選ばれた作品が特別面白いわけではない。つまり、読まれるにはほとんど運任せということになる。
2008年9月までは、毎回コーナーの最初に、かかしの2人のコントを行っていたが、インテリダジャレ（後述）開始に従い、不定期で行われる。
すでにこのコーナーを当時、一時的に卒業（というか引退）している「はーちゃん」にあこがれているリスナーである、ひーこ、ふうたろう、へーやん、ほうすけ（ラジオネーム）が、「はひふへほファイブ」というグループを組んだが、ネタが読まれずに落選するなど、どうも空振りに終わっている。2007年秋頃から、「はーちゃん」が再び投稿してきた。
2006年夏あたりからお題が「苗字」に固定されていたが、2007年夏頃からネタのレベルが落ち、2007年秋についにお題が「苗字」から「フリー」になった。
2008年夏の初めから、偏差値の低いダジャレを送ったリスナーは、コーナー終盤に「羞恥心ダジャレ」として紹介する。
2008年10月からは、ガリレイに挑戦!!かなりレベルの高いダジャレ「インテリダジャレ」も募集され、このダジャレは、番組のオープニングで紹介され、コーナーのオープニングまでに、このダジャレのどこが引っかかっているのかを解き、これを解いたリスナーの中から抽選で10ちんぐが獲得できる。さらに、5回ガリレイ先生こときっくんが正解を解けないダジャレを送ったリスナーには、「ゲリラハンチング」がプレゼントされる。また、インテリダジャレが1つも無い場合は、かかしのコントが行われる。
さらに2008年12月には、下ネタなど、下品なダジャレの「エロダジャレ」が開始された。また、2009年1月から、羞恥心ダジャレとエロダジャレのバトルが開始され、その中からダジャレ狼が出ることもある。
このコーナーは、過去に何度も存続の危機に危ぶまれ、もしものために新コーナー「ラブランボー」を企画していたが、見事に立ち直った。ちなみに新コーナーとして企画していた「ラブランボー」は、A定B定で行われるようになった。
このコーナーは後日765ポッドキャスティングで配信される。

## ちんぐ王決定戦“C1グランプリ”
11時台のリスナー参加型人気コーナー。番組ホームページで実施された筆記試験の上位16名が電話で番組に出場し、その面白さを競うトーナメント戦。3ラウンドあり、2ラウンド先取で勝敗が決まる。判定はかかしではなくスタッフが行う。（第1回のみ、当時のちんぐ獲得数上位12名が出場できた）

## ネタ祭り
不定期に、ターゲットに代わって「ネタ祭り」が行われる。これは、一部分だけが隠されたお題を、おもしろくもじって投稿するというもの。
最もおもしろかった解答を「正解」とし、10ちんぐが与えられる。なお、お題は3回替わるので、うまくいけば多くのちんぐを獲得できる。
ちなみに、ネタ祭りのある週はA定B定は休みになる。

## 過去（もしくは休止中）のコーナー

### コタエもん
11時台のお悩み相談コーナー。バカボン鬼塚扮する未来のロボット「コタエもん」が、友達のきっくん扮する「きく太君」と一緒にリスナーの悩みを解決するコーナー。悩みの答えは「へぇ〜」や、「ふ〜ん」など適当なこともしばしば。それが影響して、投稿量が非常に少ないが、人気がないわけではない。第3回C1グランプリ開始に伴い終了したが、同大会が終了するとリスナーの予想を裏切りなぜか再開した。しかし、2005年4月24日の放送で13代目きく太が登場し「コタエもんは実は未来で捨てられていたロボットだ」と暴露、未来に持って帰ってしまった。というわけでこのコーナーはひとまず終了となる。

### 妄想戦隊オナレンジャー
自分で勝手に物や有名人になりきり、いろんなことを妄想して、その内容を投稿するコーナー。毎週優秀者に「オナキング」の称号が与えられ、5回「オナキング」の称号を獲得すると「グランドオナキング」つまり殿堂入りとなり、番組特製「金のハンチング帽」がプレゼントされる。
「レンジャー」なのでもちろん5色の「レンジャー」がいて、投稿の内容によって色を選択する。
- オナレンジャーレッド　「『怒り』担当」
- オナレンジャーブルー　「『嘆き』担当」
- オナレンジャーイエロー「『ハッピー』担当」
- オナレンジャーグリーン「『疑問』担当」
- オナレンジャーピンク　「『お色気』担当」

変則技に「有名人が有名人になりきったらどんな妄想をするか」というものもある。番組が全面的にリニューアルしたときもこのコーナーだけは残したほど人気があったが、送ってくる投稿のほとんどが「ダジャレ」になってしまったため、パーソナリティのバカボン鬼塚の独断で終了。その後「ダジャレ狼」がスタートした。1回だけA定B定内で復活したことがある。

### カウントダウンイエネー
バカボン鬼塚扮する「オバヤシカツヨ」が司会を務める音楽ランキングコーナー。毎回意味不明なお題（「クリスマスの夜に家に帰ったらカレーのにおいがして『なんだよ、今日はカレーかよ』と思ったらお母さんが含み笑いを浮かべながら『今夜はチキンカレーよ』と言われたときに聞きたい曲」など）を元に「オバヤシカツヨ」が独断でランキングをつける「オバヤシカツヨ」にはじまり「オバヤシカツヨ」に終わるコーナー。コーナーの中で一番早く打ち切りとなった。

### ちんぐねっと菊池
ジャパネットたかたをモチーフにしたラジオ通販。ただ一つ違うのは「ちんぐ」で支払うというもの。普段は手に入れられないお宝（アナウンサーの私物など）がちんぐで手に入る。ちんぐがなくてもちんぐ銀行が貸してくれる。

### バカボンの壁
スポンサーの「帝京西東京予備校」の人気講師「ドクター湯浅」が毎週ある問題を出題し、約20分後までに答えを投稿するコーナー。正解者の中から10名に5ちんぐ（難易度によって誤差あり）、さらにその中から3名に帝京西東京予備校オリジナルグッズがもらえた。頭が固い人には難解な問題が多かった。このコーナーではリスナーと同時にきっくんも問題に挑戦しており、彼が3週連続で正解できないと罰ゲームが執行される。この罰ゲームは最終回に執行された。

### ナヤミ・キャンベルの“ナヤミ・キャンベル”
日本語が少し苦手なナヤミ・キャンベルが送るお悩み相談コーナー。口癖は「ナヤミよ」（悩みコーナーはいつも定番になっている）

### ナヤミ監督のナヤミの言葉
11時の時報のあとに始まるお悩み相談コーナー。ナヤミジャパンのイビチャ・ナヤミというようにオシムジャパンのマネをしている。

### Dr．湯浅の嘘はゆわんさぁ
スポンサーの「帝京西東京予備校」の人気講師「ドクター湯浅(湯浅弘一)」が毎週ある問題を出題し、約20分後までに答えを投稿するコーナー。正解者の中から10名に5ちんぐがもらえ、さらにその中から3人にはオリジナルトートバッグがもらえる。答えは「うそ」か「ほんと」の二つのみ。沖縄風のBGMにのって行われる。このコーナーの名物（?）の「おばあ」も登場する。

### ランキングはんちんぐ
番組独自のCDヒットチャートトップ5。オリコンのウィークリーランキングとさして変わりはない（気がする）。

### 川島なや美の“私の血液には悩みが流れているの”
11時の時報のあとに始まる悩み相談コーナー。川島なや美のように川島なお美のマネをしている。悩みが解決した後には、必ず川島なお美の曲をかける。コーナーの最後には、だん吉・なや美のおまけコーナーという、どうでもいい、くだらない悩み、疑問・質問を受けるコーナーがある。

### A定B定
たくさんあるコーナーが不定期に毎週1つずつ登場するという画期的なコーナー。10時台後半の人気コーナー。コーナー数が多いため、長期間放送されないコーナーも存在する。一部を除いては、最も良かった作品に20ちんぐを獲得できる。
主なコーナー
- 突撃!いつもの晩ごはん

リスナーのいつもの「晩ごはん」（もちろん食べる晩ごはんではないが）を送り、そのグルメっぷりを競うコーナー。
言葉のチョイスが重要になってくる。
- フレーザーフレーザー

毎回ある曲の一部分（フレーズ）の前にしっくり来る言葉を送るコーナー。
- どきどき!レモンライム

女性がゲスト出演したときなどにまれに行われるコーナー。第1ラウンドは、女の子に2択の質問をして、その女の子がどちらを選ぶかを推理して投稿する。女の子が選択したものと自分が投稿したものが一致していれば10ちんぐもらえる。第1ラウンドは第1ラウンドで一致していた人のみが投稿可能。「〜〜の状況であなたはどういう言葉を言うか」的なお題が与えられ、その中で女の子が気に入ったもののみ合格。さらに10ちんぐもらえる。第3ラウンドも同様。すべてうまくいけば30ちんぐも荒稼ぎできるので、あまり行われない。
- スモールちんぐニュース

リスナーの最近起こった小さな出来事を一言（一行）で送るコーナー。ただし、作りは禁止。
- ラジオネームイジリー

ラジオネームを変えたいリスナーが番組内で新しいラジオネームを募るコーナー。面白かった候補の中から結局は本人の否応なしにパーソナリティのかかしが独断で決めるので、下ネタがいやな場合は事前に言っておかないと大変なことになる。このコーナーは、ちんぐ獲得はない。
- バカリンピック

A定B定唯一の3段落ちコーナー。毎回お題に沿った内容から、金メダリスト（普通）、銀メダリスト（小ボケ）、バカメダリスト（大ボケ）のような感じでならべて送る。
- 投稿野郎Aチーム

A定B定唯一のチーム戦。「誰が」、「どこで」、「何をした」という3つのお題を別々（1つのみ）に投稿し、アシスタントが本番中に無作為に選び文章を作る、というコーナー。一見うまくいかなそうだが、パーソナリティのきっくんが「笑いの神様が降りてきた」と賞賛した日もあれば、ぐだぐだで終わった日もあり、好不調の波が激しいコーナー。A定B定の最終回では、このコーナーが行われた。
- 歌のお兄さん

一言で言えば「替え歌企画」。ある歌の歌詞の一部分の替え歌を考えて投稿してもらうコーナー。
- フレーズのお兄さん

歌のお兄さんの姉妹企画。あるフレーズの一部分を変えて投稿してもらうコーナー。
- 日曜サスペンス劇場

自他共に認めるうざい少年探偵「コンナン」がさまざまな難事件を解決するコーナー。番組のオープニングで発表される手がかりを元にリスナーからの推理を募る、というコーナー。
- イッツ・ア・ブルーワールド

聞いただけでハッピーになれる言葉を、暗い表現にたとえるコーナー。
- Dr.湯浅診療所

Dr.湯浅こと湯浅弘一が数学の悩みや、進路などの悩みに答えてくれるコーナー。たまにふざけた相談も・・・。このコーナーは、ちんぐ獲得は無い。
...etc